# 石河子绿洲医院

## 石河子绿洲医院
石河子绿洲医院是位于新疆维吾尔自治区石河子市西一路的一所精神病专科医院，隶属新疆生产建设兵团。
该医院是新疆建院时间最长的精神病专科医院。该医院的前身是建立于1958年的新疆生产建设兵团医学专科学校附属医院精神科。1970年，在特殊情况下，新疆军区生产建设兵团医学专科学校附属医院决定将该医院精神科迁至原新疆生产建设兵团工二师医院即红山嘴医院旧址，但病员不予疏散。此即红山嘴精神病院。1983年底，该精神病院搬迁的一期工程获得上级主管部门批准。1988年，新医院在石河子市落成并投入使用，医院改称石河子精神病医院。后又改称石河子绿洲医院。
该医院现还是（或内设）新疆生产建设兵团精神卫生中心、新疆生产建设兵团公安安康医院、新疆生产建设兵团强制隔离戒毒所、农八师石河子市精神残疾康复中心、石河子大学医学院教学医院，院内设有石河子大学医学院精神病教研室。1993年后，该医院还在新疆生产建设兵团部分师局开设分院。

## 新疆生产建设兵团公安安康医院
新疆生产建设兵团公安安康医院是新疆维吾尔自治区和新疆生产建设兵团的第一所公安机关管理的安康医院，设在新疆生产建设兵团精神卫生中心（石河子绿洲医院）内。1983年，新疆生产建设兵团公检法各机关恢复后，石河子绿洲医院受新疆生产建设兵团公安局委托，承担起了收治新疆生产建设兵团管辖范围内肇事肇祸精神病人、强制戒毒及司法精神病鉴定等任务。
1999年6月，新疆生产建设兵团公安局正式决定在新疆生产建设兵团精神卫生中心成立新疆生产建设兵团公安安康医院。经新疆生产建设兵团公安局申请，于2000年11月27日经新疆生产建设兵团卫生局同意，2001年5月又经过新疆生产建设兵团机构编制委员会批准，新疆生产建设兵团公安安康医院、新疆生产建设兵团强制戒毒所在石河子绿洲医院于2001年6月23日正式挂牌。
该医院在喀什、北屯、哈密、米泉建有四家分院。该医院除”收治肇事、肇祸、需强制性住院的精神病人和需住院留观进行司法精神病鉴定人员“外，还收治自愿戒毒人员。该医院还是新疆维吾尔自治区人民政府指定的司法精神病鉴定医院。此外，该医院还向社会开放，收治一般精神病及其他疾病的患者，并开展了心理测验、心理咨询、吸毒人员及精神病人社区防治等工作。

## 新疆生产建设兵团强制隔离戒毒所
该所原名新疆生产建设兵团强制戒毒所，是新疆生产建设兵团首家强制戒毒所，于2001年6月23日正式挂牌。2005年，该所大楼正式动土兴建，当年即完工。 现担负新疆生产建设兵团强制隔离戒毒任务。